# Siddharthanagar
Siddharthanagar é uma cidade do Nepal localizada próxima à fronteira com a Índia no sudoeste do país. Anteriormente, a cidade se chamava Bhairahawa.